# 瓜伊拉 (聖保羅州)

瓜伊拉（葡萄牙語：Guaíra），是巴西的城鎮，位於該國南部，由聖保羅州負責管轄，始建於1908年11月26日，面積1,258平方公里，海拔高度517米，2012年人口37,826，人口密度每平方公里29.72人。
20°19′06″S 48°18′38″W / 20.31833°S 48.31056°W